# Siete Pilas
Siete Pilas, también conocida como Siete Pilas-Las Canchas, es una localidad perteneciente al municipio de Benalauría, en la provincia de Málaga, Andalucía, España. Está situada entre los ríos Guadiaro y Genal, a unos 15 km del núcleo principal de Benalauría. Cuenta con una población de unos 104 habitantes. Debe su nombre a la existencia de una fuente de siete pilas. Tiene una capilla, un consultorio médico, un colegio público rural y un hogar del jubilado.